# Белогърла якамара
Белогърлата якамара (Galbula tombacea) е вид птица от семейство Якамарови (Galbulidae).

## Разпространение
Видът е разпространен в Бразилия, Еквадор, Колумбия и Перу.